# Свен Бендер
Свен Бендер (нім. Sven Bender, нар. 27 квітня 1989, Розенгайм) — німецький футболіст, півзахисник. Відомий виступами за дортмундську «Боруссію», «Мюнхен 1860», «Баєр 04» і національну збірну Німеччини. По завершенні ігрової кар'єри став тренером. Має брата-близнюка Ларса Бендера, також футболіста.

## Клубна кар'єра
Народився 27 квітня 1989 року в місті Розенгайм. Вихованець юнацьких команд футбольних клубів «Унтерахінг», "Мюнхен 1860 та «Бранненбург».
У дорослому футболі дебютував 2006 року виступами за другу команду клубу «Мюнхен 1860», в якій провів один сезон, взявши участь у 16 матчах чемпіонату. В тому ж році почав виступи за основну команду «Мюнхен 1860». Відіграв за клуб з Мюнхена наступні три сезони своєї ігрової кар'єри. Більшість часу, проведеного у складі «Мюнхена 1860», був основним гравцем команди.

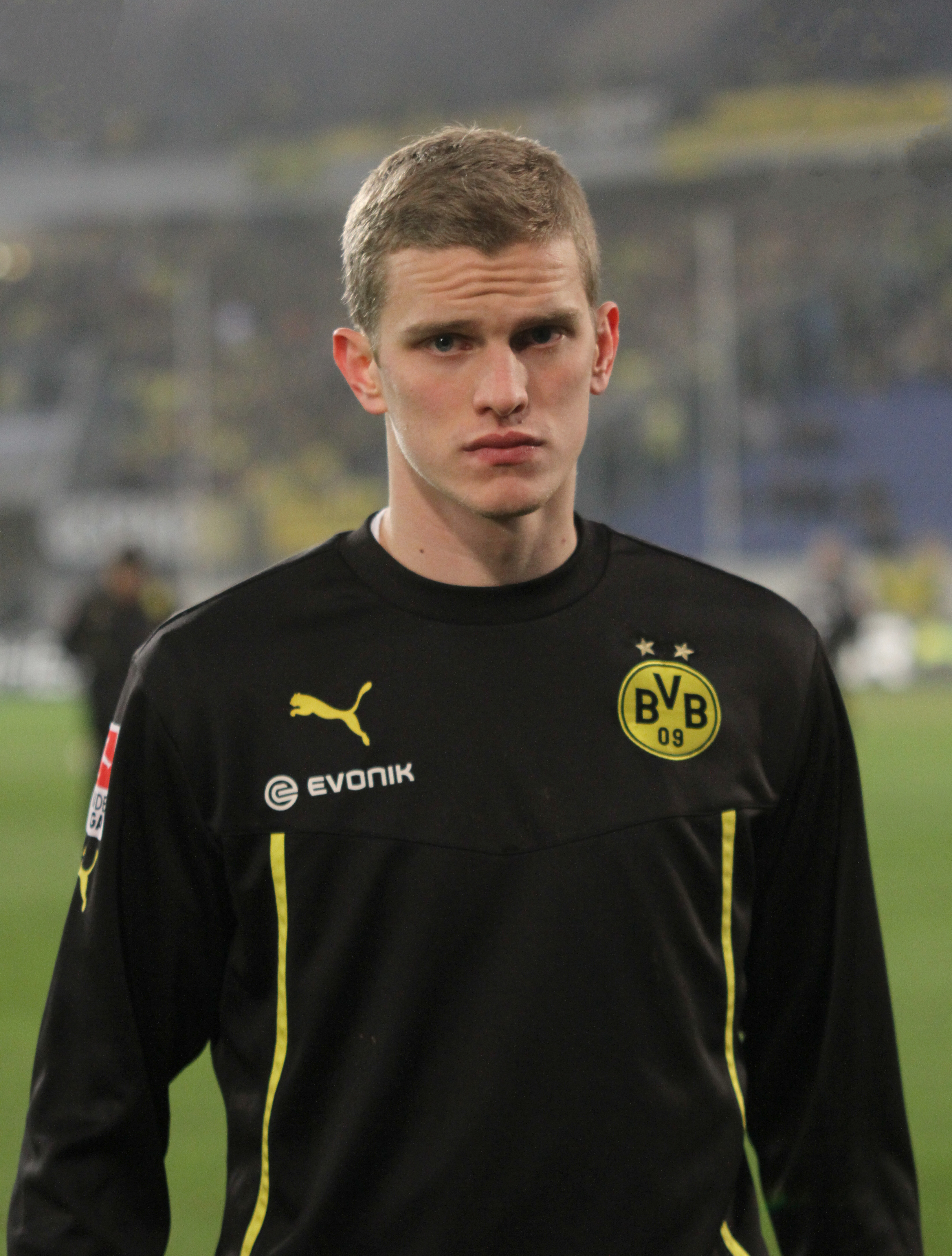
Свен Бендер під час виступів за «Боруссію» (Дортмунд). 2014 рік.

До складу клубу «Боруссія» (Дортмунд) приєднався 2009 року. Зіграв за дортмундський клуб 158 матчів в національному чемпіонаті. За цей час двічі виборював титул чемпіона Німеччини та володаря Кубка і Суперкубка Німеччини, а також виходив у фінал Ліги чемпіонів УЄФА сезону 2012—2013.
13 липня 2017 года дортмундська «Боруссія» оголосила про перехід Свена Бендера в Баєр 04 з Леверкузена, контракт був підписаний до літа 2021 року. Таким чином Свен возз'єднався зі своїм братом Ларсом. Пізніше Свен та Ларс оголосили про свій відхід з Леверкузена та завершення футбольної кар'єри після закінчення сезону 2020/21.

## Виступи за збірні
У 2005 році дебютував у складі юнацької збірної Німеччини до 17 років, за яку провів 10 ігор. Згодом зі збірною Німеччини U-19 виграв юнацький чемпіонат Європи 2008 року. Загалом за цю команду взяв участь у 11 іграх, відзначившись одним забитим голом.
У 2009 році залучався до складу збірної Німеччини до 20 років, за яку зіграв у трьох матчах, забивши 2 голи.
29 березня 2011 року дебютував в офіційних іграх у складі національної збірної Німеччини товариському матчі проти Австралії (1:2), зігравши повний матч. Його було включено до попереднього складу на чемпіонат Європи 2012 року, але, на відміну від брата, Свен не потрапив до фінальної заявки. Загалом Бендер провів у формі головної команди країни 7 матчів.
У 2016 році викликаний до олімпійської збірної Німеччини на Літні Олімпійські ігри 2016 року в Ріо-де-Жанейро, де зіграв всі 6 матчів та допоміг своїй команді здобути срібні нагороди, поступившись у фіналі господарям.

## Тренерська кар'єра
У червні 2022 року Німецький футбольний союз призначив його новим помічником тренера Міхаеля Пруса у юнацькій збірній Німеччини до 16 років.
29 грудня 2023 року залишив свою роботу в збірній і разом зі своїм колишнім товаришем по команді Нурі Шахіном був призначений помічником головного тренера Едина Терзича в їхньому колишньому клубі «Боруссії» (Дортмунд), підписавши контракт до кінця сезону.
Перед сезоном 2024/25 Бендер повернувся до «Унтергахінга» з Третьої ліги та став помічником тренера Марка Унтербергера. На початку грудня 2024 року, після звільнення Унтербергера, Бендер тимчасово очолив команду до зимової перерви. Під його керівництвом команда взяла одне очко у трьох іграх. Потім він повернувся на посаду помічника тренера під керівництвом Гайко Геррліха. Втім, вже у березні 2025 року, Геррліха також було звільнені через низькі результати, після чого Бендер вдруге став тимчасовим тренером, керуючи командою ще у трьох іграх. На початку квітня 2025 року клуб призначив тренером команди Віталія Матвієнка, який на той час проходив курс отримання Ліцензії Про у своїй рідній Грузії. Під керівництвом Віталія команда вилетіла з Третьої ліги, після чого перед сезоном 2025/26 Бендера було затверджено на посаді головного тренера, оскільки у Регіональній лізі ліцензія Про не потрібна.

## Титули і досягнення

### Клубні
- Чемпіон Німеччини (2):

«Боруссія» (Дортмунд): 2010/11, 2011/12
- Володар Кубка Німеччини (2):

«Боруссія» (Дортмунд): 2011/12, 2016/17
- Володар Суперкубка Німеччини (2):

«Боруссія» (Дортмунд): 2013, 2014

### Збірні
- Переможець Юнацького чемпіонату Європи з футболу (U-19) (1):

Німеччина (U-19): 2008
- Срібний призер Олімпійських ігор (1):

Німеччина (ол.): 2016

### Індивідуальні
- Медаль Фріца Вальтера: 2006 (U-17)
- Кращий гравець Юнацького чемпіонату Європи з футболу (U-19): 2008